# Gizmodo
Gizmodo ist ein Gadget-Blog, das von Gawker Media betrieben wird. Gizmodo war das erste Gadget-Blog und liefert sich seit Jahren mit seiner Abspaltung Engadget einen Wettbewerb um den Platz des einflussreichsten und meistgelesenen Blogs des Genres und hat etwa 150 Millionen Pageviews im Monat. Die Schwerpunktthemen sind Design, Technologie, Wissenschaft und Science Fiction.
Gizmodo wurde 2002 gegründet, die ersten Posts waren über den Hewlett Packard Journada und die damals größte Festplatte der Welt mit 200 GB. Gizmodo war das erste Blog des Eigentümers Nick Denton, der später aus Gizmodo heraus Gawker entwickelte. Eigenen Angaben zufolge fragte er sich beim Lesen des Wired-Magazins, warum das nur monatlich erscheint, wenn doch andauernd neue Geräte auf den Markt kommen. Erster Redakteur war Peter Rojas, der auch noch Red Herring schrieb, das Budget in der Anfangszeit betrug wenige hundert Dollar im Monat, so dass Gizmodo schnell in den schwarzen Zahlen war.
2004 hatte das Blog etwa 1.100.000 Unique Visits im Monat. Nachdem Gizmodo zuerst durch das Amazon-Affiliates-Programm Geld verdiente, lief es nach einigen Monaten erfolgreich mit Anzeigen.
2003/2004 fanden die sogenannten Tech-Blog-Wars zwischen Gizmodo und Engadget statt. Engadget war ein Jahr später von Peter Rojas gegründet worden und stritt um die Position als wichtigste Onlinepublikation für Gadgets. Während Gizmodo sich selbst als Blog bezeichnet, sieht Engadget sich als Magazin. Der Tonfall bei Gizmodo ist informeller als bei Engadget. Gizmodo ist mehr auf die Position des aktuellen Chefredakteurs zugeschnitten, Engadget mehr eine Gruppenpublikation. In den relevanten Blogcharts und Rankings liefern sich beide ein Kopf-an-Kopf-Rennen um die Spitzenposition. Bei kleineren Unternehmen kann ein Gizmodo-Post den weiteren Geschäftsverlauf des Unternehmens beeinflussen und den Traffic auf der Website vervielfachen.
Das Geschäftsmodell von Gizmodo beruht in erster Linie darauf, mit wenig Aufwand eine Vielzahl an Posts zu verfassen. So müssen die angestellten Blogger eine Quote von etwa 10 bis 12 Blogposts am Tag verfassen. Wie die anderen Gawker-Blogs arbeitet es zudem in einem anzeigenfreundlichen Themenbereich.
Gizmodo Deutschland war bis 2015 unter Gizmodo.de erreichbar, was sich mit einem Design- und Namenswechsel auf Übergizmo änderte. In den USA wurde die Website vor allem 2007 durch einen Wettstreit mit Engadget und erneut 2017 sehr bekannt, weil dort eine fast vollständige Version von Google’s Ideological Echo Chamber veröffentlicht wurde.
2023 wurde die spanischsprachige Redaktion durch eine maschinelle Übersetzung ersetzt.